# Futebol Clube do Porto (pallamano)
Lo Futebol Clube do Porto è la sezione di pallamano maschile della famosa polisportiva portoghese con sede a Porto.

La sezione è stata fondata nel 1928.

## Palmarès

### Trofei nazionali
- Campionato portoghese di pallamano maschile: 24
  - 1953–54, 1956–57, 1957–58, 1958–59, 1959–60, 1962–63, 1963–64, 1964–65, 1967–68, 1998–99,
  - 2001–02, 2002–03, 2003–04, 2008–09, 2009–10, 2010–11, 2011-12, 2012-13, 2013-14, 2014-15,
  - 2018-19, 2020-21, 2021-22, 2022-23
- Coppa del Portogallo: 9
  - 1975–76, 1976–77, 1978–79, 1979–80, 1993–94, 2005–06, 2006–07, 2018-19, 2020-21
- Coppa di Lega portoghese: 3
  - 2003–04, 2004–05, 2007–08
- Supercoppa del Portogallo: 8
  - 1994, 1999, 2000, 2002, 2009, 2014, 2019, 2021

## Rosa 2024-2025
| N° | Naz.                  | Ruolo | Sportivo                 | Anno  |  |  |
| -- | --------------------- | ----- | ------------------------ | ----- |  |  |
| 12 | Svezia (bandiera)     | P     | Sebastian Abrahamsson    | 1990  |  |  |
| 23 | Portogallo (bandiera) | P     | Bernardo Sousa           | 2006  |  |  |
| 33 | Portogallo (bandiera) | P     | Diogo Rêma               | 2004  |  |  |
| 2  | Cuba (bandiera)       | T     | Pedro Valdés             | 1994  |  |  |
| 4  | Portogallo (bandiera) | PV    | Victor Iturriza          | 1990  |  |  |
| 5  | Islanda (bandiera)    | T     | Þorsteinn Leó Gunnarsson | 2002  |  |  |
| 7  | Danimarca (bandiera)  | T     | Jakob Mikkelsen          | 1997  |  |  |
| 8  | Spagna (bandiera)     | T     | David Fernández          | 1996  |  |  |
| 9  | Portogallo (bandiera) | T     | Miguel Oliveira          | 2004  |  |  |
| 10 | Portogallo (bandiera) | T     | Diogo Oliveira           | 1997  |  |  |
| 14 | Portogallo (bandiera) | T     | Rui Silva                | 1993  |  |  |
| 15 | Portogallo (bandiera) | PV    | Daymaro Salina           | 1987  |  |  |
| 19 | Spagna (bandiera)     | A     | Mamadou Diocou           | 2000  |  |  |
| 21 | Portogallo (bandiera) | A     | Leonel Fernandes         | 1998  |  |  |
| 24 | Spagna (bandiera)     | A     | Antonio Martínez         | 2003  |  |  |
| 71 | Portogallo (bandiera) | A     | Pedro Oliveira           | 2002  |  |  |
| 86 | Portogallo (bandiera) | PV    | Ricardo Brandão          | 2004  |  |  |
| 88 | Portogallo (bandiera) | T     | Fábio Magalhães          | 19988 |  |  |

## Ex giocatori
- David Davis Cámara
- Alexandru Dedu
- Boško Bjelanović
- Vladimir Petrić
- Nenad Malenčić

## Ex allenatori
- Branislav Pokrajac
- Carlos Resende